# Paul B. Weisz
Paul Burg Weisz (* 2. Juli 1919 in Pilsen, Tschechoslowakei; † 25. September 2012 in State College (Pennsylvania)) war ein US-amerikanischer Chemiker.

## Leben
Paul B. Weisz wuchs in Berlin auf. Bereits als Jugendlicher war er an der Lösung technischer Probleme interessiert und machte ein Praktikum bei der Firma Telefunken. 1939 emigrierte er mit seiner Familie in die USA. Dort schloss er sein Studium an der Auburn University ab. Anschließend wurde er als Forscher bei der Bartol Research Foundation des Franklin Institute in Swarthmore (Pennsylvania) angestellt. Während des Zweiten Weltkrieges arbeitete er am MIT als Elektrotechniker an der Entwicklung des Funknavigationssystems LORAN mit. Nach Kriegsende ging er zur Forschungs- und Entwicklungsabteilung des Mobil-Konzerns in Paulsboro, New Jersey, wo er bis 1969 tätig war. Während eines Sabbaticals promovierte er 1964 an der ETH Zürich. Ab 1969 war er in leitender Funktion beim Central Research Laboratory von Mobil in Princeton tätig. Nach seiner Pensionierung im Jahr 1984 arbeitete er an der University of Pennsylvania und an der Pennsylvania State University in der biomedizinischen Forschung.
Weisz leistete zusammen mit seinen Mitarbeitern bei Mobil fundamentale Beiträge zur Anwendung von Molekularsieben (Zeolithe) als Katalysatoren bei der Erdölraffination. Sein spezielles Interesse galt dabei der formselektiven Katalyse an Zeolithen.
1957 wurde er Fellow der American Physical Society. 1977 wurde er  für seine Beiträge zur Nutzung von Molekularsieben für das katalytische Cracken in der Erdölverarbeitung zum Mitglied der National Academy of Engineering gewählt.
Weisz erhielt zahlreiche nationale und internationale Auszeichnungen. 1972 erhielt er den E. V. Murphree Award in Industrial and Engineering Chemistry und 1974 den Chemical Pioneer Award. 1983 wurde er durch die Société Chimique de France mit der Lavoisier-Medaille geehrt. Er war Träger der National Medal of Technology und der Perkin Medal. 1980 wurde er  Ehrendoktor  der ETH Zürich. Er starb am 25. September 2012 in der Seniorenresidenz Foxdale Village in State College (Pennsylvania).